# Igor Pucker
Igor Hartwig Michael Pucker (* 19. Jänner 1957 in Wolfsberg (Kärnten)) ist ein österreichischer Museumsleiter. Er war von 2019 bis 2022 Leiter der Abteilung 14 Kunst und Kultur beim Amt der Kärntner Landesregierung.

## Leben
Pucker studierte Germanistik, Geschichte, Publizistik und Kommunikationswissenschaft an der Universität Salzburg (Mag.phil.) Er besuchte die Wirtschaftsfakultät an der Donau-Universität Krems. Dort nahm er teil am MBA-Programm am Zentrum Finance & Public Management. Pucker absolvierte Weiterbildungen in den Bereichen Management, Betriebswirtschaft, Projektmanagement, Kulturjournalismus und kulturelle Öffentlichkeitsarbeit.
1981 bis 1992 war Pucker Kulturmanager im Benediktinerstift St. Paul im Lavanttal, leitete die Kärntner Landesausstellung Schatzhaus Kärntens – 900 Jahre Benediktinerstift St. Paul (1991) und entwickelte die Stiftsmuseen zum Ausstellungszentrum.
Nach selbständiger Konsulententätigkeit 1993–1994 übernahm er 1994 die Leitung der Kärntner Landesausstellung Ferlach 1997 (alles jagd … eine kulturgeschichte) und die Entwicklung der Landesausstellung Friesach 2001 (Schauplatz Mittelalter).
Als Mitarbeiter des Wissenschaftlichen Dienstes beim Amt der Kärntner Landesregierung wirkte er an kulturellen Leitprojekten des Landes mit (u. a. Kunst der Begegnung, Projektgruppe Kultur – Bewerbung Olympische Winterspiele 2008, Entwicklungsleitbild Kärnten).
2001 bis 2004 entwickelte Pucker für die Kärntner Verwaltungsakademie Bildungsprogramme für Management & Kultur, Management & Gesundheit, Veranstaltungsmanagement/Großveranstaltungen und Marketing. 2002 richtete er für das Kulturreferat der Stadt Wolfsberg die Ausstellung Im Zeichen des Löwen. Wolfsberg – Bamberg – Herzogenaurach im Schloss Wolfsberg aus.
2005 bis 2013 war Pucker im Kompetenzzentrum Landesamtsdirektion Leiter der Unterabteilung Verwaltungsinnovation und Fortbildungsplanung mit den Schwerpunkten Personalentwicklung, Qualitätsmanagement, Verwaltungsreform. Er war Mitglied im Personalentwicklerforum der österreichischen Bundesländer und BKA und des Forum der VerwaltungsinnovatorInnen der österreichischen Bundesländer und BKA.
2008 bis 2009 entwickelte Pucker das Museumskonzept und realisierte die Umsetzung des Museums im Lavanthaus in Wolfsberg (Eröffnung im November 2009). Neben der Dauerausstellung zum Raum-Mensch-Kontinuum der Region Lavanttal sind Sonderausstellungen zu Geschichte, Kunst und Region (u. a. 2013 Lagerstadt Wolfsberg, 2016 Weinbau im Lavanttal) wichtige Anziehungspunkte.
Im Jänner 2014 wurde Pucker Referent für Personal und Bildung und ist seit 2015 Referent für Bildung im Büro des Landeshauptmanns Peter Kaiser.
Seit 1. Jänner 2017 war Pucker geschäftsführender Direktor des Kärntner Landesmuseums Rudolfinum, zu dem auch die Außenstellen Kärntner Freilichtmuseum Maria Saal, Römermuseum Teurnia, Archäologischer Park Magdalensberg, Kärntner Botanikzentrum, Wappensaal im Landhaus Klagenfurt gehören und bereitet den umfangreichen Umbau des Haupthauses in Klagenfurt vor. Bereits seit September 2016 wurde er dort zum Übergangschef und zum Koordinator berufen; letzteres um anstehende Aufgaben abzuarbeiten, die nach Einschätzung des Rechnungshofs angefallen seien.
Ab 3. Juli 2019 bis Ende 2022 war Pucker Leiter der Abteilung 14 Kunst und Kultur beim Amt der Kärntner Landesregierung.
Pucker ist verheiratet und hat drei Kinder.

## Auszeichnungen
- 2024: Großes Goldenes Ehrenzeichen des Landes Kärnten[12]